# Ван Нин (генерал)
Ван Нин (王宁; род. 1955, провинция Цзянсу) — китайский генерал-полковник вооружённой полиции (31.07.2015), в 2014—2020 гг. командующий Народной вооружённой полицией Китая. Прежде заместитель начальника Генштаба НОАК, начальник штаба Пекинского ВО. Член ЦК КПК 19-го созыва, кандидат в члены ЦК 18-го созыва. Ныне зампред National People's Congress Constitution and Law Committee.
Корнями из восточной провинции Шаньдун. В 15-летнем возрасте вступил в НОАК. Более двух десятилетий провёл в Нанкинском ВО (Nanjing Military Region). В 2007—2010 гг. командующий 31-й армейской группы (31st Group Army). С декабря 2010 года начальник штаба Пекинского ВО. Округом командовал тогда Фан Фэнхуэй, который, как считается, поспособствовал продвижению Вана. Генерал-лейтенант (июль 2012). С июля 2013 года замначальника Генштаба НОАК.
Присвоение ему полного генеральского звания отмечалось в некоторой степени экстраординарным и сопровождавшимся нестандартной подробностью.
Предполагалось, что он мог попасть в Центрвоенсовет с 2017 года, чего, однако, не произошло.